# Reaching Out
Reaching Out é o décimo quarto álbum de estúdio da boy band porto-riquenha Menudo, lançado em 1984, pela gravadora RCA. O trabalho é notável por ser o primeiro em inglês em sua discografia, e marca a estreia fonográfica dos cantores em território brasileiro. Faziam parte dessa formação os integrantes: Ricky (16), Charlie (15), Ray (14), Roy (14) e o novo membro Robby (14). Esse último, substituiu Johnny Lozada após ele atingir idade limite de permanecer do grupo (16 anos).
As canções presentes são faixas selecionadas dos últimos quatro álbuns em língua espanhola, traduzidas para o inglês, com exceção da inédita “Like a Cannonball″, que foi gravada para a trilha sonora do filme de Burt Reynolds: Cannonball Run II. Além da faixa mencionada, foram lançadas como singles: "If You're Not Here (By My Side)" "Heavenly Angel" e "Motorcycle Dreamer".
O álbum foi bem recebido por público e crítica. As vendas superaram 425 mil cópias nos Estados Unidos e 1 milhão no Brasil, o que o conduziu a receber um disco de diamante como condecoração pelo feito no país.

## Contexto e produção
O álbum é o primeiro lançado pelo grupo após assinarem um contrato de seis anos (para o lançamento de 12 LPs) com a RCA, que foi fechado por uma cifra multimilionária à altura de artistas como Kenny Rogers e Diana Ross. A campanha por trás do primeiro álbum em inglês fazia parte de um esforço da gravadora para expandir os negócios além do sul de sua fronteira, e, sobretudo, atingir o público estadunidense. Até 1983, o Menudo já tinha vendido 750 mil cópias com todos os seus álbuns lançados nos EUA, o álbum seguinte, A todo rock, vendeu 250 mil cópias no país em um mês de lançamento. Mundialmente, sua discografia já tinha atingido mais de 5 milhões de cópias.
O sucesso dessa transição dependia muito da habilidade do grupo em cantar bem em inglês, e, para isso, os integrantes passaram por um programa intensivo de treinamento no idioma, visando minimizar qualquer traço de sotaque espanhol. O grupo chegou a gravar em inglês a música-tema do filme Cannonball Run II, estrelado por Burt Reynolds. Outros dos desafios apontados era a manutenção da popularidade do grupo em um mercado volúvel, especialmente considerando a rotatividade de membros, já que o conceito de Menudo envolvia a substituição de integrantes à medida que envelheciam. Segundo o crítico de música Stephen Holden embora essa fórmula pudesse teoricamente garantir juventude eterna, havia preocupações sobre a durabilidade de sua música, que seguia um estilo pop pré-fabricado, fato que limitava sua longevidade no mercado musical. Além do álbum, a RCA planejou o lançamento de dois videoclipes dirigidos por Paquito Cordero, que também produzia programas de TV com especiais do grupo.
Reaching Out foi uma produção colaborativa, arranjada e conduzida por Alejandro Monroy e Carlos Villa. A produção principal ficou a cargo de Edgardo Díaz, com a colaboração de Mary Lynne M. Pagan na produção adicional. As gravações vocais tiveram como engenheiro Jaime Camacho, enquanto José Vinader foi responsável pela engenharia da música. A mixagem do álbum foi realizada por Carlos Martos.

## Divulgação
Em 19 de outubro de 1984, a TV Globo exibiu um especial intitulado Menudo Especial, no qual oito das dez canções de Reaching Out foram apresentadas ao vivo. As gravações ocorreram durante o evento II Festival Internacional do Menudo, em agosto de 1984, em Porto Rico. O grupo cantou a canção "Heavenly Angel" no programa Balão Mágico, da mesma emissora.
O Menudo chegou a fazer dez apresentações, com lotações esgotadas, no Radio City Music Hall, em Nova Iorque.

## Singles
"If You're Not Here (By My Side)" foi lançada como single em 1983. A faixa é a versão em inglês do single em espanhol intitulado "Si tú no estás", que foi destaque no álbum A todo rock, de 1983. Trata-se de uma canção de amor que tem Robby Rosa como principal vocalista. Segundo a revista Cashbox, a canção "traz uma melodia pop clássica cantada por uma voz masculina jovem, aguda e excepcionalmente clara, com um fundo de orquestra de cento e instrumentos de corda". Em relação ao desempenho comercial, nos Estados Unidos atingiu a posição de número 36 na parada musical Hot R&B/Hip-Hop Songs, da revista Billboard.
No Brasil, a canção entrou para a trilha sonora da novela Partido Alto, da TV Globo, sendo tema do personagem Fernando, interpretado por Roberto Bataglin. De acordo com a revista Veja, a canção "estacionou nos primeiros lugares entre as canções mais executadas das rádios FM do país". O single vendeu 270 mil cópias no em terras brasileiras, e alcançou a posição de número 1 na lista da Nelson Oliveira Pesquisa e Estudo de Mercado (Nopem).
De acordo com o jornal Correio Braziliense, as canções "If You're Not Here", "Heavenly Angel" e "Because of Love" eram bastante pedidas nas rádios em 1985, mesmo com o grupo tendo lançado um álbum mais recente no país.

## Recepção crítica
| Críticas profissionais | Críticas profissionais |
| Avaliações da crítica  | Avaliações da crítica  |
| Fonte                  | Avaliação              |
| ---------------------- | ---------------------- |
| AllMusic               | [ 30 ]                 |
| Diário de Pernambuco   | Favorável              |
| Jornal do Brasil       | Desfavorável           |
| RPM                    | Favorável              |

As resenhas dos críticos especializados em música foram, em maioria, favoráveis.
O site AllMusic, embora não tenha escrito uma resenha, avaliou o trabalho com quatro estrelas de cinco. O crítico da revista canadense RPM afirmou que os vocais da banda são bem trabalhados, surpreendentemente ágeis e sem sotaque, transitando com habilidade entre baladas suaves e canções mais animadas. Ele destacou que, nas mãos de artistas menos talentosos, o álbum poderia ter se tornado algo monótono e insosso. No entanto, segundo o crítico, Reaching Out se revela "uma verdadeira joia pop", mostrando o melhor do grupo.
Em relação aos críticos brasileiros, Sérgio Nona, do Diário de Pernambuco, escreveu que o álbum é muito bem produzido e que as canções são alegres e com potencial de agradar tanto adultos quanto crianças. Segundo o jornalista Tárik de Souza, do Jornal do Brasil, o disco tem uma mescla de rocks e baladas nas "vozes aflautadas" do quinteto, com o fundo sonoro "padronizado e antiquado". Ele pontuou que a faixa "Motorcicle Dreamer" "é o único momento do disco em que a bateria se solta um pouco das amarras dançantes para um curto solo a seco", e que o grupo estava longe, musicalmente, de artistas como The Beatles, com os quais eles eram comparados.

## Desempenho comercial
O álbum alcançou a posição de número 108 na Billboard 200, tornando-se o primeiro da banda a entrar nas paradas de sucesso dos Estados Unidos. Segundo a revista Rolling Stone, o fato do álbum e dos singles não terem boas posições nas paradas estadunidenses não impediu o grupo de se tornar "um fenômeno cultural com uma habilidade de marketing alimentada pela venda de mercadorias não musicais obrigatórias". Em 10 de abril de 1985, receberam o disco de ouro da RCA pelas notáveis vendas nas Filipinas.
No Brasil, apareceu nas listas da Nopem como um dos álbuns mais vendidos. Em meados de 1985, a revista Billboard informou que as vendas tinham atingido 425 mil cópias no país. A revista Veja informou em 6 de março de 1985, que Reaching Out tinha atingido 500 mil cópias no Brasil. De acordo com o Jornal dos Sports, de 28 de março de 1985, após sua última apresentação em São Paulo, o grupo recebeu das mãos do vice-presidente da Divisão Latina-Americana da RCA Internacional, um disco de diamante por 1 milhão de cópias vendidas do álbum.

## Lista de faixas
- Créditos adaptados do encarte do álbum Reaching Out, de 1984.[17]

| N.º | Título                            | Compositor(es)                           | Interprete     | Duração |  |
| 1.  | "Like a Cannonball"               | Snuff Garrett, Steve Dorff, Milton Brown | Robby Rosa     | 3:18    |  |
| 2.  | "Indianapolis"                    | Alejandro Monroy, Carlos Villa           | Charlie Massó  | 3:34    |  |
| 3.  | "Heavenly Angel"                  | Monroy, Villa, Mary Lynne M Pagan        | Charlie Massó  | 3:34    |  |
| 4.  | "Because of Love"                 | Pagan, Villa, Julio Seijas, Eddy Guerin  | Robby Rosa     | 3:46    |  |
| 5.  | "Motorcycle Dreamer"              | Pagan, Villa, Edgardo Díaz               | Ricky Meléndez | 3:20    |  |
| 6.  | "If You're Not Here (By My Side)" | Díaz, Monroy, Pagan, Villa               | Robby Rosa     | 4:27    |  |
| 7.  | "That's What You Do"              | Monroy, Pagan, Villa                     | Ray Reyes      | 2:38    |  |
| 8.  | "Gimme Rock"                      | Monroy, Pagan, Seijas, Villa             | Robby Rosa     | 2:30    |  |
| 9.  | "Gotta Get On Moving"             | Monroy, Pagan, Villa                     | Ricky Meléndez | 3:23    |  |
| 10. | "Fly Away"                        | Díaz, Monroy, Pagan, Villa               | Robby Rosa     | 3:08    |  |

## Tabelas

### Tabelas semanais
| Tabela musical (1984)                                     | Melhor posição |
| --------------------------------------------------------- | -------------- |
| Estados Unidos (Billboard Top Latin Albums - Califórnia)  | 3              |
| Estados Unidos (Billboard Top Latin Albums - Flórida)     | 4              |
| Estados Unidos (Billboard Top Latin Albums - Nova Iorque) | 1              |
| Estados Unidos (Billboard Top Latin Albums - Texas)       | 3              |
| Estados Unidos (Billboard 200)                            | 108            |
| Porto Rico (Billboard Top LPs)                            | 13             |

## Certificações e vendas
| Região         | Certificação | Vendas    |
| -------------- | ------------ | --------- |
| Brasil         | Diamante     | 1,000,000 |
| Estados Unidos | —            | 450,000   |
| Filipinas      | Ouro         | 20,000    |